# Lissochlora plenifimbria
Lissochlora plenifimbria là một loài bướm đêm trong họ Geometridae.